# Abelcourt
Abelcourt is een gemeente in het Franse departement Haute-Saône (regio Bourgogne-Franche-Comté) en telt 350 inwoners (2011). De plaats maakt deel uit van het arrondissement Lure.

## Geografie
De oppervlakte van Abelcourt bedraagt 7,4 km², de bevolkingsdichtheid is 47,3 inwoners per km².
De onderstaande kaart toont de ligging van Abelcourt met de belangrijkste infrastructuur en aangrenzende gemeenten.

## Demografie
Onderstaande figuur toont het verloop van het inwonertal (bron: INSEE-tellingen).